# Lotte Wubben-Moy
Carlotte Mae Wubben-Moy (Londres, Inglaterra; 11 de enero de 1999) es una futbolista inglesa. Juega como defensora y su equipo actual es el Arsenal de la FA Women's Super League de Inglaterra. Debutó con la selección de Inglaterra el 23 de febrero de 2021.

## Clubes
| Club    | País       | Año           |
| ------- | ---------- | ------------- |
| Arsenal | Inglaterra | 2015-2017     |
| Arsenal | Inglaterra | 2020-presente |

## Palmarés

### Títulos universitarios
| Título                        | Club                     | País           | Año  |
| ----------------------------- | ------------------------ | -------------- | ---- |
| Atlantic Coast Conference     | North Carolina Tar Heels | Estados Unidos | 2018 |
| Atlantic Coast Conference     | North Carolina Tar Heels | Estados Unidos | 2019 |
| ACC women's soccer tournament | North Carolina Tar Heels | Estados Unidos | 2017 |
| ACC women's soccer tournament | North Carolina Tar Heels | Estados Unidos | 2019 |

### Títulos nacionales
| Título                | Club    | País       | Año     |
| --------------------- | ------- | ---------- | ------- |
| FA Women's League Cup | Arsenal | Inglaterra | 2015    |
| Women's FA Cup        | Arsenal | Inglaterra | 2016    |
| FA Women's League Cup | Arsenal | Inglaterra | 2022-23 |
| FA Women's League Cup | Arsenal | Inglaterra | 2023-24 |

### Títulos internacionales
| Título            | Equipo                  | Sede       | Año  |
| ----------------- | ----------------------- | ---------- | ---- |
| Eurocopa Femenina | Selección de Inglaterra | Inglaterra | 2022 |
| Liga de Campeones | Arsenal W. F. C.        | Lisboa     | 2025 |
| Eurocopa Femenina | Selección de Inglaterra | Suiza      | 2025 |